# Guider
Guider är en ort i Kamerun.   Den ligger i regionen Norra regionen, i den norra delen av landet, 700 km norr om huvudstaden Yaoundé. Guider ligger 346 meter över havet och antalet invånare är 84 647.
Terrängen runt Guider är platt. Trakten runt Guider är ganska tätbefolkad, med 96 invånare per kvadratkilometer. Guider är det största samhället i trakten. Trakten runt Guider är en mosaik av jordbruksmark och naturlig växtlighet.